# Opa Opa (album)
Opa Opa, även kallat Mera Me Ti Mera, är det grekiskt-svenska bandet Antiques första album. Albumet innehåller hiten "Opa Opa", en omgjord cover på Notis Sfakianakis låt med samma namn, samt "Dinata Dinata". Skivan släpptes år 1999.

## Låtlista
1. Mystique Antique
2. Dinata Dinata
3. Opa Opa
4. Mera Meti Mera
5. Se Thello
6. I Zoi Ine Tora
7. No Time To Play
8. Ellatho
9. Set Your Body Free
10. Mou Lipis
11. Earth
12. Westoriental Trip